# Ancylolomia indica
Ancylolomia indica là một loài bướm đêm trong họ Crambidae.